# Hauptsendezeit
Hauptsendezeit (in Österreich alternativ Hauptabendprogramm, auch englisch prime time oder primetime für die „wichtigste Zeit“) ist in Hörfunk und Fernsehen der Zeitraum der höchsten Hörbeteiligung oder Fernsehnutzung.

## Allgemeines
Die Unterscheidung zwischen der Hauptsendezeit und den Sendezeiten vorher und danach ist für die Platzierung von Radio- und Fernsehsendungen von großer Bedeutung, da hiervon Hör- und Sehbeteiligung sowie Marktanteile abhängen. Insbesondere die privaten Fernseh- und Radiosender sind auf diese Unterscheidung angewiesen, weil sie pro Werbeminute während der Hauptsendezeit die höchsten Werbeeinnahmen generieren können. Um dies zu gewährleisten, müssen die Radio- und Fernsehsender ihr Programmangebot an den Tagesverlauf des Publikums anpassen, wobei mittels „dayparting“ verschiedene Zeitabschnitte innerhalb eines Tages festgelegt werden. Dabei berücksichtigt das vertikale dayparting die während eines Tages wechselnden Hörer- oder Zuschauerschichten, denen jeweils zielgruppenspezifische Programme angeboten werden. Die horizontale Programmierung hingegen geht vom Wochenverlauf aus und versucht, mit „Stripping“ auf dem gleichen Sendeplatz Fernsehserien zu positionieren, um eine Programmbindung des Publikums zu erzielen.

## Hörfunk und Fernsehen
Die Hauptsendezeit orientiert sich an den Nutzungsgewohnheiten der Rezipienten. Diese sind in Radio und Fernsehen extrem unterschiedlich. International hängt das Zeitfenster der Hauptsendezeit auch von den soziokulturellen Bedingungen ab, die die Hör- und Sehgewohnheiten beeinflussen.

### Hörfunk
Im Radio wird die Hauptsendezeit auch als „Drive Time“ bezeichnet, die zwischen 06:00 und 09:00 Uhr und 16:00 bis 19:00 Uhr liegt und die Pendler über Autoradio erreichen soll. Sendungen, die einen Sendeplatz in jenem Zeitraum erhalten, können mit den höchsten Einschaltquoten rechnen. Dazwischen befindet sich die Zeitspanne der „daytime“. Jede Sendung außerhalb dieses Kernprogrammbereichs erreicht nur einen relativ kleinen Teil des Publikums. Während der „drive time“ werden im Radio zielgruppenspezifische Sendungen ausgestrahlt. Dazu gehören neben Musik der Verkehrsfunk, häufige Zeitansagen oder spezifische Radiowerbung wie Autowerbung; vermieden werden stark ablenkende oder langatmige Interviews. Typisch ist auch der Intervall von Nachrichtensendungen, die oft im halbstündigen Abstand folgen. Auch in den USA ist die „drive time“ ein wichtiger Teil der täglichen Nachrichtensendungen, zumal es die einzige Zeitspanne ist, wo die Zuhörerzahlen bei den Radionachrichten die Fernsehnachrichten übersteigen. Auch Spartenprogramme orientieren sich nach Möglichkeit an jenem Programmformat.

### Fernsehen
Im Fernsehen kann man wochentags zwischen den morgendlichen Sendeplätzen (07.00 bis 09.00 Uhr), Tageszeit (09:00 bis 16:30 Uhr), dem „early fringe“ (auch: access prime time oder pre prime time; ab 17:00 bis 20:00 Uhr bzw. 16:30 bis 19:30 Uhr), der „prime time“ (20:00 bis 23:00 Uhr), dem „late fringe“ (23:00 bis 01:00 Uhr) und dem „late night“ (01:00 bis 07:00 Uhr) unterscheiden. Jeder dieser Zeiträume besitzt eine spezifische Zusammensetzung des Publikums, denn „daytime“ erreicht überwiegend Hausfrauen und Rentner, während „late night“ auf Schichtarbeiter und Nachtmenschen trifft. Die Hauptsendezeit indes vereinigt alle Familien. Diese Zuschauerschichten werden als Zielgruppe mit einem auf sie zugeschnittenen Programm- und Werbeangebot bedient. Der Sendeplatz der access prime time ist in Deutschland und Österreich vorzugsweise mit Boulevardmagazinen, Seifenopern und Sitcoms belegt. Im deutschen öffentlichen Fernsehen ist die Platzierung teurer Produktionen während der Hauptsendezeit ohne Belang, da sie gemäß § 16 Abs. 1 Rundfunkstaatsvertrag einem totalen Werbeverbot unterliegt. Werden hier teure Produktionen gezeigt, müssen sie aus den allgemeinen Einnahmen finanziert werden, da spezifische Werbeeinnahmen nicht generiert werden dürfen. Im Privatfernsehen hingegen erzielen die Sendeplätze während der „prime time“ die höchsten Werbeeinnahmen pro Minute, sodass ein hoher Deckungsbeitrag bei Filmrechten erzielt werden kann. Im Zeitfenster der Hauptsendezeit ist die Fernsehnutzung der für Werbetreibende besonders wichtigen werberelevanten Zielgruppe besonders groß.
Im US-amerikanischen Fernsehen ist die Hauptsendezeit in Teilphasen aufgeteilt. „Early evening“ oder „early fringe“ ist zwischen 17:00 und 19:30, während zwischen 19:30 und 21:00 Uhr die „peak time“ mit den höchsten Einschaltquoten liegt. Ab 23:00 Uhr beginnt „late evening“ oder „late fringe“. Hier ist „prime time“ der Zeitraum von 20:00 Uhr (sonntags schon 19:00 Uhr) bis 23:00 Uhr in den Küsten-Zeitzonen bzw. 19:00 Uhr (sonntags 18:00 Uhr) bis 22:00 Uhr in den Inlands-Zeitzonen, in dem die Fernsehnutzung besonders hoch ist.

## Bindung
Es ist das Ziel von Radio und Fernsehen, die zur Hauptsendezeit gewonnenen Zuhörer/Zuschauer möglichst vollständig auch für die nachfolgenden Sendungen zu gewinnen. Das kann technisch durch Vorabschaltungen im Split Screen oder durch neugierig machende Programmhinweise gefördert werden. Die Rezipienten scheinen oft mehrere Sendungen hintereinander zu konsumieren, da sie sowohl Anfang als auch Ende sehen wollen, zumal es nur wenige zur gleichen Zeit beginnende Alternativen bei anderen Sendern gibt. Gemessen wird diese Zuschauerbindung, insbesondere aber auch die Wanderbewegungen der Zuschauer zwischen aufeinanderfolgenden Sendungen oder bei Werbespots, durch den Audience Flow.
Zuschauerbindung hängt von der Wiedererkennbarkeit und Wiederholbarkeit ab, den wesentlichen Attributen von Fernsehserien. Aber auch Spielshows oder Castingshows erfüllen diese Kriterien und werden deshalb bevorzugt zur Hauptsendezeit ausgestrahlt. Eine Zuschauerbindung kann hingegen nicht hergestellt werden, wenn eine Fernsehserie an verschiedenen Sendeplätzen ausgestrahlt wird.

## Deutschland
Die Regelungen zur Hauptsendezeit finden sich in Deutschland in den Landesmediengesetzen. Nach § 33b Abs. 3 LMG NRW liegt die Hauptsendezeit im Hörfunk regelmäßig in der Zeit zwischen 06:00 Uhr und 12:00 Uhr, im Fernsehen in der Zeit zwischen 19:00 Uhr und 23:00 Uhr. In § 6 Abs. 2 Satz 4 des niedersächsischen Mediengesetzes ist die „Hauptsendezeit im Hörfunk regelmäßig in der Zeit zwischen 06:00 und 13:00 Uhr, im Fernsehen regelmäßig in der Zeit zwischen 19:00 und 23:00 Uhr, mit Ausnahme des lokalen oder regionalen Fernsehens, bei dem die Hauptsendezeit regelmäßig in der Zeit zwischen 15:00 und 20:00 Uhr liegt.“ Hieraus ist erkennbar, dass es selbst innerhalb von Deutschland keine einheitliche Hauptsendezeit gibt.
Spielfilme und andere Fernsehsendungen in der Hauptsendezeit beginnen auf den meisten Programmen allerdings erst um 20:15 Uhr. Versuche, diese bereits um 20:00 Uhr starten zu lassen, haben sich nicht durchgesetzt. Der Grund für das Beharren des Publikums auf 20:15 Uhr als Startzeit der „prime time“ ist der über Jahrzehnte etablierte Sendeplatz der Nachrichtensendung Tagesschau von 20:00 bis 20:15 Uhr. Nicht nur, dass diese Sendung selbst viele Stammseher bindet, ihr gut eingeführter Termin hat auch dazu geführt, dass die meisten Zuschauer erwarten, dass Sendungen um 20:15 Uhr beginnen – selbst diejenigen, die die Tagesschau nicht sehen, schalten oft erst gegen 20:15 Uhr ein. Eine Ausnahme bildet der Fernsehsender Comedy Central Deutschland, seine Sendungen finden meist vor 20:15 Uhr statt.

### Programminhalte
Die öffentlichen Sender hatten während der Hauptsendezeit 1999 einen Schwerpunkt auf Programmen mit Informationen oder Nachrichten (ARD 39,3 %, ZDF: 45,4 %), während RTL mit 24,7 % deutlich zurücklag. Umgekehrt sind die Verhältnisse bei Fiktion. ProSieben führt hier mit 47,6 %, gefolgt von RTL mit 45,3 % (ARD: 35,7 %, ZDF: 31,2 %).
Mitte der 1970er Jahre wurden bei ARD und ZDF die Politmagazine von der Hauptsendezeit in den späteren Abend verschoben, um diese begehrten Sendeplätze für Unterhaltungsangebote freizumachen. Die Hauptsendezeit nach 20:15 Uhr war ab 1978 der Unterhaltung vorbehalten, politische Magazine mussten auf 21:00 Uhr weichen, und später sogar auf 21:45 Uhr. Die ARD müsse „um 20:15 Uhr ein Angebot für Mehrheiten machen“, erkannte der ARD-Unterhaltungskoordinator. Im Landesmedienrecht ist zudem geregelt, dass 30 % eines Fensterprogramms in der Hauptsendezeit liegen muss (§ 27 Abs. 2 LMG NRW).
Zuschauermagnete wie Live-Übertragungen (Sportsendungen, royale Hochzeiten) werden nach Möglichkeit so geplant, dass sie zur Hauptsendezeit ausgestrahlt werden können; wichtige Entscheidungen bei den Olympischen Spielen müssen während der amerikanischen Hauptsendezeit live ausgetragen werden können.

### Hauptsendezeit und Werbung
Die öffentlich-rechtlichen Rundfunkanstalten unterliegen ab 20:00 Uhr nach dem Rundfunkstaatsvertrag einem totalen Verbot der Fernsehwerbung. Hingegen gibt es für die privaten Sender diese Beschränkung nicht. Sie können zur „prime time“ auf massenattraktive Programmangebote, vornehmlich aus dem Unterhaltungsbereich, zurückgreifen. Diese sorgen für hohe Einschaltquoten und damit für hohe Werbeeinnahmen während der teuersten Werbezeit pro Minute. Eine Fernsehproduktion hat sich gelohnt, wenn ihre Kosten geringer sind als die während der Sendung eingespielten Werbeeinnahmen. Diese Wahrscheinlichkeit ist am höchsten im Zeitfenster der „prime time“. Es kann dabei zu Nachfrageüberhängen nach Werbemöglichkeiten während der Hauptsendezeit kommen, was die Sender durch entsprechende Preispolitik auf andere Sendeplätze im Sinne einer Gesamttag-Optimierung umzuleiten versuchen. Bei den Privaten wurde der Werbespot-Anteil kontinuierlich zu Gunsten der „daytime“ oder „late evening“ abgebaut; diese so genannte „Prime time-Entzerrung“ wird durch attraktive Sendungen vor oder nach der Hauptsendezeit zu erreichen versucht.

## Österreich
Vergleichbar mit Deutschland beginnt auch in Österreich die Hauptsendezeit im Allgemeinen um 20:15 Uhr, da auch hier die Fernsehnutzung der von Werbetreibenden besonders beachteten Zielgruppe am größten ist. Diese Zielgruppe besteht aus Personen im Alter von 12 bis 49 Jahren. Es gibt allerdings keine genormte Definition des Ausdrucks „Hauptsendezeit“. So wird umgangssprachlich eine zwei Stunden andauernde Zeitspanne als Prime Time bezeichnet, welche um 20:15 Uhr beginnt. Laut dem österreichischen Zweig der SevenOne Media fängt das Hauptabendprogramm bereits 15 Minuten früher an, der ORF lässt bereits um 19:25 Uhr die Hauptsendezeit beginnen.

## Schweiz
In der Deutschschweiz hat sich die Hauptsendezeit um 20:00 Uhr durchgesetzt. Die Hauptnachrichtensendung Tagesschau beginnt dort bereits um 19:30 Uhr.

## International
In Europa machen fiktionale Eigenproduktionen den größten Anteil in der Hauptsendezeit aus. Dabei dominieren in den Ländern mit hohem Eigenproduktionsanteil die heimischen Produktionen. In Großbritannien machen die einheimischen Produktionen zur Hauptsendezeit 62 % aus, in Frankreich 71 %, Deutschland kommt auf 70 %, Spanien auf 43 % und Italien erreicht 46 %. In Frankreich gibt es eine Quotenregelung, wonach in der Hauptsendezeit 50 % aller ausgestrahlten Sendungen französischen oder europäischen Ursprungs sein müssen. Es gibt Seifenopern, die eigens für die „prime time“ konzipiert sind („prime time soaps“).

### Frankreich
In Frankreich beginnt die Hauptsendezeit (Première partie de soirée) zwischen 20:40 und 21:00 Uhr und endet gegen 23:30 Uhr.

### Niederlande
Ähnlich wie in Deutschland darf die niederländische Hauptsendezeit nicht mit der Nachrichtensendung des NOS Journaal kollidieren und beginnt deshalb erst um 20:30 Uhr und endet gegen 22:30 Uhr.

### Japan
Im japanischen Fernsehen dauert die Hauptsendezeit von 19:00 bis 23:00 Uhr. Davon wird noch eine Art „Super Prime Time“ unterschieden, die Golden Time, die von 19:00 bis 22:00 Uhr dauert.